# Myripristis botche
Myripristis botche là một loài cá biển thuộc chi Myripristis trong họ Cá sơn đá. Loài này được mô tả lần đầu tiên vào năm 1829.

## Từ nguyên
Từ định danh botche vốn là tên thông thường của loài cá này tại Vizagapatam (Ấn Độ), cũng là nơi thu thập mẫu định danh.

## Phạm vi phân bố và môi trường sống
Từ Mozambique và Nam Phi, M. botche được phân bố trải dài về phía đông đến khu vực Đông Nam Á hải đảo, đảo New Ireland (Papua New Guinea) và quần đảo Solomon, ngược lên phía bắc đến Nam Nhật Bản, xa về phía nam đến Tây Úc và Nouvelle-Calédonie. Ở Việt Nam, M. botche đã được ghi nhận tại quần đảo Hoàng Sa và vịnh Nha Trang.
M. botche sống ở độ sâu khoảng 25–71 m, ưa vùng nước đục nhiều bùn, thường thấy theo cặp (có khi hợp thành đàn) và ẩn mình trong các hang hốc vào ban ngày.

## Mô tả
Chiều dài cơ thể lớn nhất được ghi nhận ở M. botche là 30 cm. Loài này có màu trắng bạc, đầu ửng đỏ. Chóp vây lưng mềm và vây hậu môn cũng như hai thùy đuôi có đốm đen. Các vây này có màu đỏ, trừ vây bụng và vây ngực trắng đục. Vảy ở thân trên viền màu đỏ nâu, còn lại viền đỏ. Màng nắp mang có màu đen.
Số gai ở vây lưng: 11; Số tia vây ở vây lưng: 13–15; Số gai ở vây hậu môn: 4; Số tia vây ở vây hậu môn: 11–12; Số tia vây ở vây ngực: 15; Số vảy đường bên: 27–29.

## Sinh thái học
Thức ăn chủ yếu của M. botche là các loài sinh vật phù du.

## Thương mại
M. botche là loài được nhắm mục tiêu trong ngành ngư nghiệp ở Réunion và được đánh bắt trong ngành thương mại cá cảnh ở Ấn Độ.